# Egy, kettő, három (színmű)
Az Egy, kettő, három Molnár Ferenc egyfelvonásos vígjátéka. Bemutatója 1929. október ötödikén volt a Vígszínházban Góth Sándor, Makay Margit, Rajnai Gábor és Bárdi Ödön főszereplésével, Góth Sándor rendezésében.
A darabban egyetlen óra áll rendelkezésre, hogy egy titokban összeházasodott milliomoslány taxisofőr férjéből a szülei számára is kívánatos vőt faragjanak. A színművet nagy sikerrel adták elő számos országban, Amerikába is eljutott. Billy Wilder Egy, kettő, három címmel 1961-ben jelentősen kibővített cselekményű filmvígjátékot készített a darab alapján.
Magyarországon rendszeresen tűzik műsorra a színházak, tévéfilm-változat is készült. Norrisont az évek során többek között Tarnay Ernő, Horváth Tivadar, Feleki Kamill, Márkus László, Gálvölgyi János, Szilágyi Tibor, Kern András és Alföldi Róbert is alakította.
1986-ban rádiójáték-verzió is készült Márkus László, Bencze Ilona, Bubik István és  Gera Zoltán főszerepésével. 

## Cselekmény
Norrison úr egy bank vezérigazgatója, amelyet ő alapított, élete munkája van benne. Kiváló munkatársakat gyűjtött maga mellé, akiket afféle fogaskeréknek tekint a bank pénzcsináló gépezetében. Velük szembeni jó modora és udvariassága nem több, mint amikor a gépész megolajozza a fogaskerekeket, hogy jól működjön a gépezet. 
A banknak autóipari érdekeltségei is vannak, a cég jövője egy amerikai autóipari fúzióval biztosítható. Norrison az erre a célra kiszemelt cég vezetőjével személyes kapcsolatban is áll, lánya náluk, Amerikában töltött fél évet, viszonzásul most az ottani igazgató egyetlen féltve őrzött lánya, a nagyon erkölcsös, de rátarti és gőgös Lydia vendégeskedik náluk. Fél év alatt eljutottak odáig, hogy már a családnak köszönni is hajlandó. Azon elmélkedik, ha volna fia elvehetné Lydiát, már ha ezeknek a gőgös és beképzelt amerikaiaknak elég volna a fia, ami erősen kétséges. 
14.45. Norrison éppen megérdemelt pihenőjére készülődik. 16.31-kor indul a vonat, hogy egy hétre Lydiával a hegyekbe utazzon, felesége és lányai után. Már elköszön a titkárától, venné a kabátját, amikor Lydia beállít az irodába egy rossz hírrel, szülei nem jövő héten az utazás után, hanem már délután érkeznek Amerikából, hogy hazavigyék. Ezzel még nincs vége. Azt is elárulja, hogy szerelmes lett, sőt titokban össze is házasodott egy illetővel, aki a tetejébe nem gazdag, hanem egy, a társadalom fenekén álló személy. Ezzel sincs még vége, közli, anyának érzi magát. 
Norrison körül megfordul a világ, rábízták a lányt és ő így vigyázott rá, ez olyan, mintha bankárként egy betétes pénzét veszítette volna el, tetejébe az amerikai együttműködés is oda lesz, a bank jövője bizonytalanná válik. 
Lydia mindenre felkészült, a fiú már az iroda előtt vár, de amikor behívják, a rossz még rosszabbra fordul. Fuß Antal, egy bizarr megjelenésű, rosszul öltözött, műveletlen, gyengén kereső, a kapitalizmust megvető, elkötelezett szocialista taxisofőr Lydia választottja. A botrány elkerülhetetlennek látszik.
Itt már csak a csoda, vagy Norrison szervezői zsenije segíthet. Egyetlen lehetőség: a fiúnak egy órán belül rosszul öltözött taxisofőrből kulturált, jól öltözött, jól szituált személlyé, az iparmágnás szülők szemében is elfogadható férjjé kell válnia. 14 óra 58 peckor közli Lydiával, ha csak egy óra van erre, akkor is elegendő lesz. Mint a bűvészmutatványban: 1, 2, 3, abrakadabra (az eredeti szövegkönyvben voilá) és kész a csoda. A fiú az önérzetére és meggyőződésére hivatkozva tiltakozik, de Lydia kedvéért belemegy a játékba. 
15.00, indul az átalakító akció. Teljes ebédidőtilalom mindenkinek, titkárnők jegyzetfüzettel be. Kell egy orvos, aki némi pénzért hamis diagnózissal légcsőhurutot állapít meg a sofőrnél, ami elegendő indok az egészségi okokból történő azonnal felmondáshoz a taxicégnél. Kellenek az aligazgatók is, hogy valami mondvacsinált ürüggyel állást kreáljanak számára a banknál, mondjuk mint kiváló autóipari szakember. Ügyvéd is kell, hogy azonnali kilépést eszközöljön a szocialista pártból. 

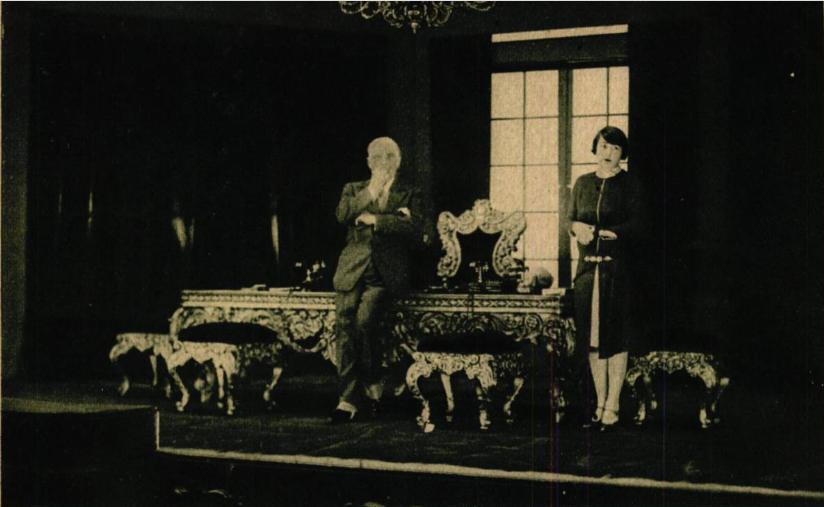
Góth Sándor, mint Norrison és Makay Margit, mint Lydia a darab ősbemutatóján, Vígszínház, 1929

15.20. Az elszegényedett Dubois-Schottenburg gróf családi címét apróra váltva Antalt némi pénzért fiává fogadja, és nevére veszi, ezzel a nemesi származás is rendben van. Egy ügynöktől vásárolnak még akciós áron egy tiszteletbeli konzuli címet is. A külső átalakításhoz azonnali kiszállással fodrászt, ruha- és cipőkollekciót rendelnek. A végső simításokhoz való készpénz, cigarettatárca, öngyújtó már Norrison sajátja.
16.00, elkészült a mű, egy óra alatt a senkiből valaki, Fuß Antal taxisból Antoine Dubois-Schottenburg gróf, a gazdag és tanult bankár lett. A sofőr viszont amennyire öntudatos munkás volt még három órakor, annyira gyorsan belejön az úri viselkedésbe, már utasításokat is osztogat Norrison beosztottjainak. Amikor Lydiával távozik, Norrison utánaszól: „nem felejtett el valamit, például megköszönni mindezt?“. Az újdonsült gróf megveregeti Norrison vállát és hanyagul odavágja: „ja, pardon, köszönöm“, majd gúnyos tekintettel távozik. Az akció sikerült, a pénz, az összeköttetések és a korrupció által Norrison megmentette Lydiát, önmagát és a bankját is, öröme mégsem felhőtlen. Fuß Antal viszont feltűnően gyorsan alkalmazkodott a szerepéhez, amire tudásának és műveltségének hiánya miatt teljesen alkalmatlan. 
16.15, Norrison immár Lydia nélkül indul a pályaudvarra. Titkára elköszön tőle és gratulál az eredményhez, hogy úgyszólván az egész emberiség Norrison segítségére sietett. Norrison viszont csak annyit válaszol, ha ez az emberiség, akkor szégyellje magát…

## Érdekességek
- A cselekmény helyszíne nem ismert, a karakterek neve alapján nem Magyarország, de Norrison nevének ellenére nem is Anglia, a közeli hegyek említése miatt feltehetőleg Ausztria, vagy esetleg Németország.
- Antal autóipari járatosságát bizonyítandó kérnek tőle pár úgymond autós találmányt. A három ötletet Norrison annyira nevetségesnek tartja, hogy megőrzendők ugyan, de egy fiók mélyére rejtve. Ezek a tízhengeres motor, a hatvanas években megvalósult, a kerékkel irányba forduló fényszóró, a 2010-es évek óta bevezetett defektfigyelő rendszer.

## Fontosabb bemutatók
| Szerep   | 1929 (Vígszínház) | 1959 (tévéjáték) | 1961 (mozifilm, USA) | 1967 (tévéjáték) | 1974 (Madách Kamara) | 2001 (Madách Színház) | 2016 (Átrium)   |
| -------- | ----------------- | ---------------- | -------------------- | ---------------- | -------------------- | --------------------- | --------------- |
| Norrison | Góth Sándor       | Horváth Tivadar  | James Cagney         | Feleki Kamill    | Márkus László        | Gálvölgyi János       | Alföldi Róbert  |
| Antal    | Rajnai Gábor      | Rátonyi Róbert   | Horst Buchholz       | Sztankay István  | Paudits Béla         | Szerednyei Béla       | Szatory Dávid   |
| Lydia    | Makay Margit      | Géczy Dorottya   | Pamela Tiffin        | Drahota Andrea   | Bencze Ilona         | Varga Klári           | Lénárdt Laura   |
| Titkár   | Bárdi Ödön        | n.a.             | Hanns Lothar         | Rajz János       | Némethy Ferenc       | Zenthe Ferenc         | Lugosi György   |
| Készítők |                   |                  |                      |                  |                      |                       |                 |
| Operatőr |                   | Czabarka György  | Daniel L. Fapp       | Sík Igor         | Zsóka Zoltán         | n.a.                  |                 |
| Rendező  | Góth Sándor       | Deák István      | Billy Wilder         | Ádám Ottó        | Szirtes Tamás        | Szirtes Tamás         | Znamenák István |

## Kritikák
- Schöpflin Aladár: Egy kettő, három – Marsall Nyugat, 1929. 20. szám.
- Molnár Ferenc: Egy, kettő, három (Átrium Film-színház), izaszinhazbanjart.hu, 2016. november 5.
- Ütős előadás vagy abrakadabra? – Két kritikus az Egy, kettő, háromról, szinhaz.hu, 2016. november 12.
- Csáki Judit: Ma már olaj sincsen (Átrium Színház–Kultúrbrigád) revizoronline.com, 2016. november 17.
- Fodor György: Egy, kettő, három Gyulai Hírlap. 2017. július 6.